# Walter Storp
Walter Storp (* 2. Februar 1910 in Schnecken (Ostpreußen); † 9. August 1981 in Goslar) war ein Offizier, zuletzt Generalmajor, der deutschen Luftwaffe im Zweiten Weltkrieg.

## Leben
Beförderungen
- 1. Januar 1930 Fähnrich zur See
- 1. April 1931 Oberfähnrich zur See
- 1. Oktober 1932 Leutnant zur See
- 1. Oktober 1934 Oberleutnant
- 1. Oktober 1938 Hauptmann
- 1. November 1940 Major
- 1. Februar 1943 Oberstleutnant
- 1. August 1943 Oberst
- 1. November 1944 Generalmajor

Storp trat am 1. April 1928 der Reichsmarine bei und begann dort seine Marineausbildung an der Marineschule Mürwik. Während dieser Zeit absolvierte er seine praktische Bordausbildung auf den Schiffen Emden und Köln.  Bis zum 30. September 1934 absolvierte er mehrere Lehrgänge für Fähnriche sowie eine Marinefliegerausbildung.
Zum 1. Oktober 1934 wechselte Storp zu der im geheimen Aufbau befindlichen Luftwaffe über und war anschließend bis Ende Februar 1936 Flugzeugführer und zeitweilig stellvertretender Staffelkapitän der Bordfliegerstaffel 1(M)/106. Von März bis Mai 1936 fungierte er als Lehrgangsleiter des 1. Marineflieger-Reserve-Offizier-Lehrganges in Bug. Im Anschluss hieran war er von Mai bis Ende September Bordflieger auf dem Panzerschiff Admiral Scheer. Mit seiner Beförderung zum Hauptmann am 1. Oktober 1938 wechselte Storp als Erprobungsleiter und Testpilot zur Erprobungsstelle der Luftwaffe nach Travemünde, später Tarnewitz und Rechlin, über. Diese Position hielt er bis Ende März 1938 inne. Zum 1. April 1938 wurde er Staffelkapitän in der Bordfliegerstaffel 1/196 in Holtenau.
Am 1. Oktober 1938 wechselte Storp zum Reichsluftfahrtministerium (RLM) über, wo er bis zum 31. Dezember 1939 als Referent und stellvertretender Gruppenleiter der Taktisch-technischen Gruppe im Führungsstab der Luftwaffe fungierte. Während dieser Zeit war er Chefpilot von Generalmajor Hans Jeschonnek. Von Januar bis Ende Februar 1940 erfolgte sein Einsatz als Staffelkapitän im Kampfgeschwader 30 sowie anschließend in selbiger Position bis zum 13. Mai 1940 im Kampfgeschwader 4. Vom 14. Mai bis Ende August 1940 war er Stellvertretender Kommandeur der III. Gruppe des Kampfgeschwaders 4 sowie anschließend bis Ende März 1941 Kommandeur der II. Gruppe des Kampfgeschwaders 76.
Am 1. April 1941 stieg Storp, inzwischen im Range eines Majors, zum Kommodore im Schnellkampfgeschwader 210 auf und blieb dies bis Ende September 1941. Anschließend kehrte er nach Berlin zurück und war von Oktober 1941 bis Ende August 1942 Gruppenleiter II im Führungsstab der Luftwaffe im RLM. Danach übernahm Storp von September 1942 bis zum 10. September 1943 als Kommodore die Führung des Kampfgeschwaders 6 in Frankreich. Am 11. September 1943 stieg er zum Kampffliegerführer Mittelmeer auf, was er bis Ende November 1943 blieb. Als Chef des Stabes des IV. Flieger-Korps fungierte Storp vom Dezember 1943 bis Ende Mai 1944. Danach kehrte er als Kommodore und Oberst zum Kampfgeschwader 76 zurück, wo er von Juni bis Ende September 1944 verblieb.
Vom 1. Oktober 1944 bis Ende Januar 1945 fungierte er als General der Kampfflieger sowie anschließend vom 1. Februar bis zum 8. Mai 1945 als Kommandeur der 5. Flieger-Division. Bei Kriegsende geriet Storp in britische Kriegsgefangenschaft, aus der er im Februar 1948 wieder entlassen wurde.

## Auszeichnungen
- Frontflugspange für Kampf- und Sturzkampfflieger in Gold
- Eisernes Kreuz (1939) II. und I. Klasse
- Ritterkreuz des Eisernen Kreuzes
  - Ritterkreuz am 21. Oktober 1940
  - Eichenlaub am 14. Juli 1942 (22. Verleihung)